# 阿尔博讷
阿尔博讷（法語：Arbonne，法語發音：[aʁbɔn]）是法国大西洋比利牛斯省的一个市镇，位于该省西部，属于巴约讷区。

## 地理
阿尔博讷（43°25'56"N, 1°33'5"W）面积10.59 平方千米，位于法国新阿基坦大区大西洋比利牛斯省，该省份为法国东南部省份，涵盖了贝阿恩与北巴斯克，西临大西洋比斯開灣，北至朗德省，东北接热尔省，东临上比利牛斯省，南与西班牙接壤。
与阿尔博讷接壤的市镇（或旧市镇、城区）包括：比达尔、阿埃茨、阿尔康格、比亚里茨。
阿尔博讷的时区为UTC+01:00、UTC+02:00（夏令时）。

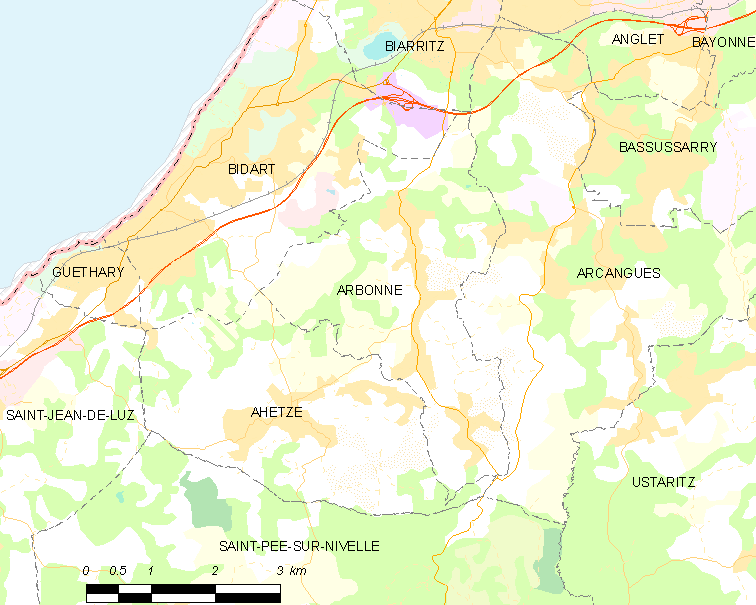
阿尔博讷的OSM定位图

## 行政
阿尔博讷的邮政编码为64210，INSEE市镇编码为64035。

## 政治
阿尔博讷所属的省级选区为于斯塔里茨-尼夫河与尼韦勒河谷县。

## 人口

1962-2008年间阿尔博讷人口变化图示

阿尔博讷于2022年1月1日时的人口数量为2364人。